# Etcetera (émission de radio)
Cet article concerne l’émission de radio. Pour la locution latine, voir Et cetera.
Etcetera (ou Etcétéra) est une émission de radio littéraire présentée par Lilia Hassaine sur diverses stations de radio francophones publiques.
L’émission fait suite à La Librairie francophone animée par Emmanuel Khérad, diffusée aux mêmes horaires et sur les mêmes radios.

## Concept
Chaque semaine, Lilia Hassaine reçoit deux écrivains, dont un issu de la francophonie, et les interroge sur leurs secrets d’écriture et leur rapport à l’écriture et, plus largement, à la littérature. Les premières questions, posées avant le générique à l’invité principal, sont toujours les mêmes, parmi les suivantes : « Pourquoi écrivez-vous ? » et « Pour qui écrivez-vous ? », « Si vous étiez un livre, quel en serait le titre ? », « Une qualité / Un défaut indispensable pour écrire ? », « Romancier·e, auteur/autrice ou écrivain·e ? »
Dans la première partie de l’émission, les écrivains lisent également un ou des extraits significatifs de leur dernier ouvrage. 
Dans la seconde partie de l’émission, l’un des auteurs lit un passage d’un classique qui lui tient à cœur afin de donner envie aux auditeurs de le lire ou de le relire.
En fin d’émission, un librairie, du Canada, de Belgique, de Suisse, d’Afrique francophone ou de France, partage un livre coup de cœur ou une déception du moment.
Le titre Etcetera (de la locution latine et cetera signifiant « et tout le reste ») a été choisi par Lilia Hassaine, car c’est « un mot qui fait le lien entre les auteurs ».

## Diffusion de l’émission
- France : samedi à 14 h sur France Inter
- Suisse : samedi à 17 h sur RTS Première
- Belgique : dimanche à 12 h sur La Première
- Canada : samedi à 21 h sur ICI Radio-Canada Première

## Équipe
- Production : Lilia Hassaine
- Réalisation : Lilian Alleaume
- Attachée de production : Ethel Alzial
- Chargée de programme : Estelle Gapp, Virginie Rouzic